# Jocs Olímpics d'Estiu de 1964
Els Jocs Olímpics d'Estiu de 1964, oficialment anomenats Jocs Olímpics de la XVIII Olimpíada, es van celebrar a la ciutat de Tòquio (Japó) entre els dies 10 i 24 d'octubre de 1964. En aquests Jocs hi van participar 5.151 esportistes (4.473 homes i 678 dones) de 93 comitès nacionals competint en 19 esports i 163 especialitats.
Aquests foren els primers Jocs realitzats a Àsia, i els primers en els quals s'exclogué Sud-àfrica a causa de l'aplicació del règim de l'apartheid.

## Antecedents
La ciutat de Tòquio havia estat escollida, anteriorment, per a la realització dels Jocs Olímpics d'Estiu de 1940, si bé aquesta ciutat fou reemplaçada per Hèlsinki (Finlàndia) a l'inici de la Segona Guerra Sinojaponesa l'any 1937. Finalment, però, aquests Jocs serien cancel·lats per l'esclat de la Segona Guerra Mundial a Europa.
El 26 de maig de 1959 en la 55a Sessió Plenària del Comitè Olímpic Internacional (COI), reunida a la ciutat de Múnic (Alemanya Occidental), fou escollida la ciutat de Tòquio com a organitzadora dels Jocs Olímpics d'estiu de 1964 per davant de Detroit:
| Ciutat      | Comitè Olímpic | Ronda 1 |
| Tòquio      | Japó           | 34      |
| Detroit     | Estats Units   | 10      |
| Viena       | Àustria        | 9       |
| Brussel·les | Bèlgica        | 5       |

## Comitès participants

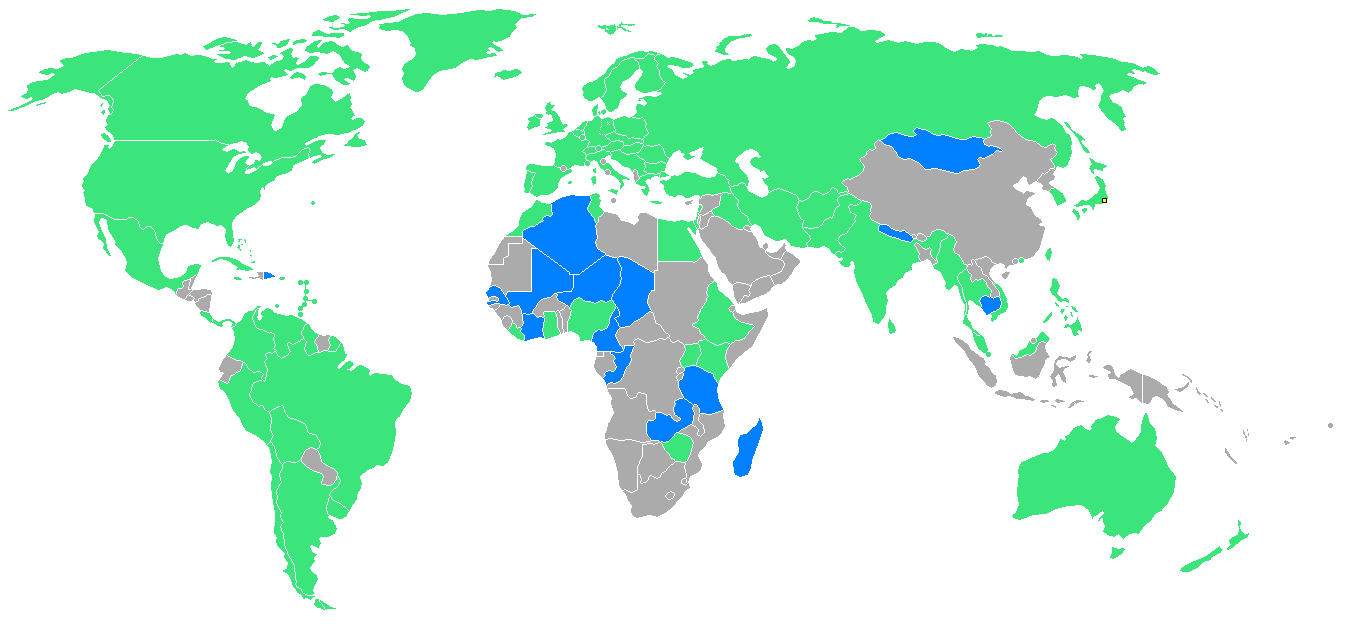
Països participants als Jocs de 1964. Les nacions de color blau participaren per primera vegada en aquests jocs.

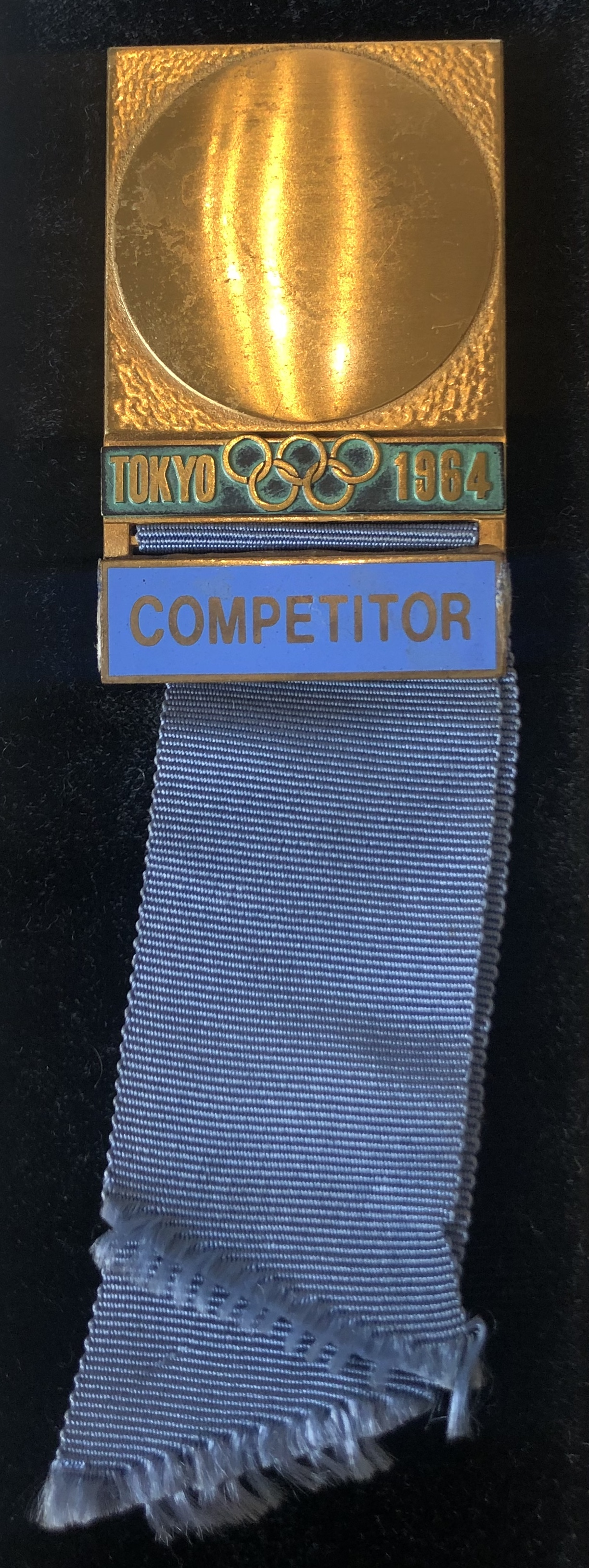

En aquests Jocs participaren un total de 93 comitès nacionals diferents, fent-ho per primera vegada els comitès d'Algèria, Camerun, Congo, Madagascar, Mali, Mongòlia, Nepal, Níger, República Dominicana, Rhodèsia del Nord (actual Zàmbia), Senegal, Tanganyika (actual Tanzània) i el Txad.
Líbia, si bé fou inicialment inclosa com a participant, fou expulsada dels Jocs abans d'iniciar-se la competició; així mateix fou exclosa de la competició Sud-àfrica a conseqüència de l'aplicació del règim de l'apartheid. Els atletes de la República Democràtica Alemanya i la República Federal Alemanya novament competiren sota una mateixa bandera (Equip Unificat Alemany).
Deixaren de participar en els Jocs la Federació de les Índies Occidentals, si bé dos dels seus membres integrants (Jamaica i Trinitat i Tobago) participaren sota la seva pròpia bandera; Fidji, Haití, Indonèsia, Malta, San Marino, Surinam i Sudan, i en aquesta edició els esportistes de Singapur competiren sota la bandera de Malàisia. Retornaren, així mateix, a la competició Bolívia, Costa d'Ivori i Costa Rica.
La música per a la cerimònia inaugural la va compondre el compositor japonès Toshiro Mayuzumi (1929-1997).
| - Afganistan (8) - Alemanya (337) - Algèria (1) - Antilles Neerlandeses (4) - Argentina (102) - Austràlia (243) - Àustria (56) - Bahames (11) - Bèlgica (61) - Bermudes (4) - Birmània (11) - Bolívia (1) - Brasil (61) - Bulgària (63) - Cambodja (13) - Camerun (1) - Canadà (115) - Ceilan (6) - Colòmbia (20) - Corea del Sud (154) - Costa Rica (2) - Costa d'Ivori (9) - Cuba (27) - Dinamarca (60) - Espanya (6) - Estats Units (346) - Etiòpia (12) - Filipines (47) - Finlàndia (89) - França (138) - Ghana (33) | - Grècia (3) - Guyana Britànica (1) - Hong Kong (39) - Hongria (182) - Índia (53) - Iran (62) - Iraq (13) - Irlanda (25) - Islàndia (4) - Israel (10) - Itàlia (168) - Iugoslàvia (75) - Jamaica (21) - Japó (328) - Kenya (37) - Líban (5) - Libèria (1) - Liechtenstein (2) - Luxemburg (12) - Madagascar (3) - Malàisia (61) - Mali (2) - Marroc (20) - Mexico (94) - Mònaco (1) - Mongòlia (21) - Nepal (6) - Níger (1) - Nigèria (18) - Noruega (26) - Nova Zelanda (64) | - Països Baixos (125) - Pakistan (41) - Panamà (10) - Perú (31) - Polònia (140) - Portugal (20) - Puerto Rico (32) - Regne Unit (204) - República Àrab Unida (73) - Rep. del Congo (2) - República Dominicana (1) - República de la Xina (40) - Rhodèsia (29) - Rhodèsia del Nord (12) - Romania (138) - Senegal (12) - Suècia (94) - Suïssa (66) - Tanganyika (4) - Txecoslovàquia (104) - Tailàndia (54) - Trinitat i Tobago (13) - Tunísia (9) - Turquia (23) - Txad (2) - Uganda (13) - Unió Soviètica (317) - Uruguai (23) - Veneçuela (16) - Vietnam (16) - Xile (9) |

## Esports disputats
En aquests Jocs Olímpics es diputaren 163 proves de 19 esports diferents:

## Seus

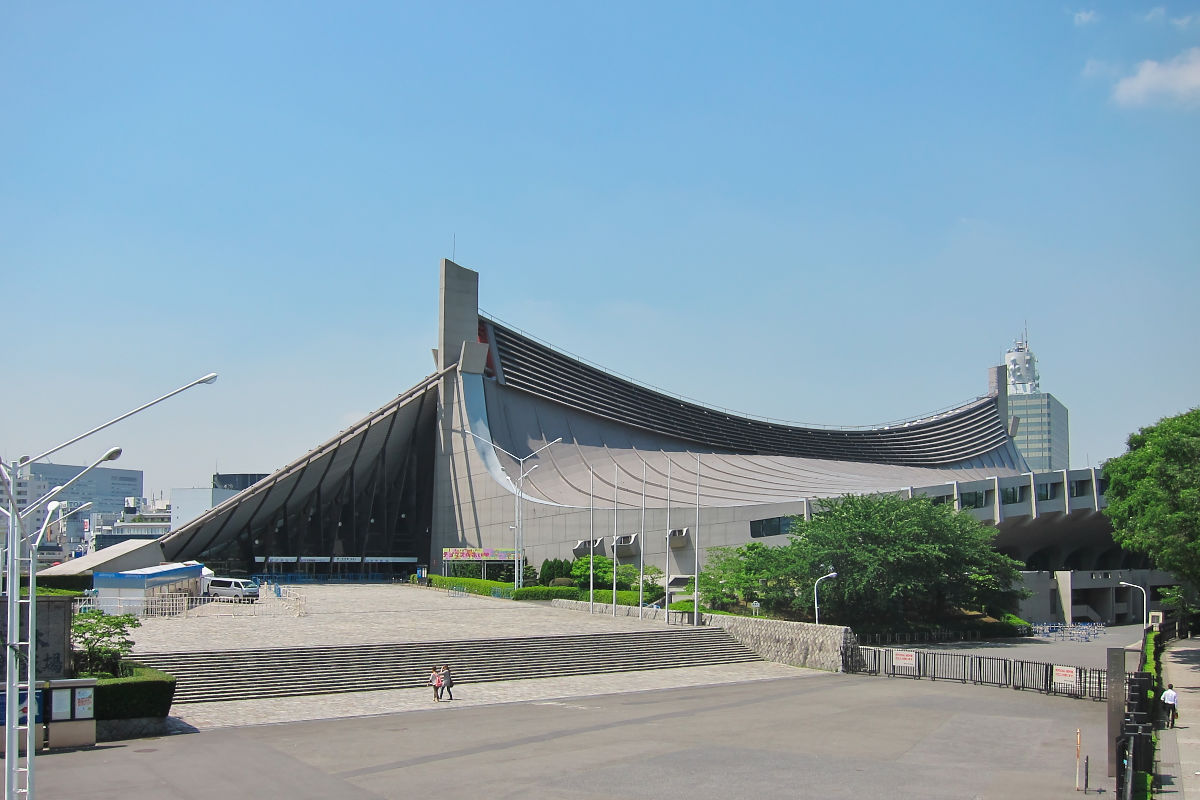
Gimnàs Nacional Yoyogi

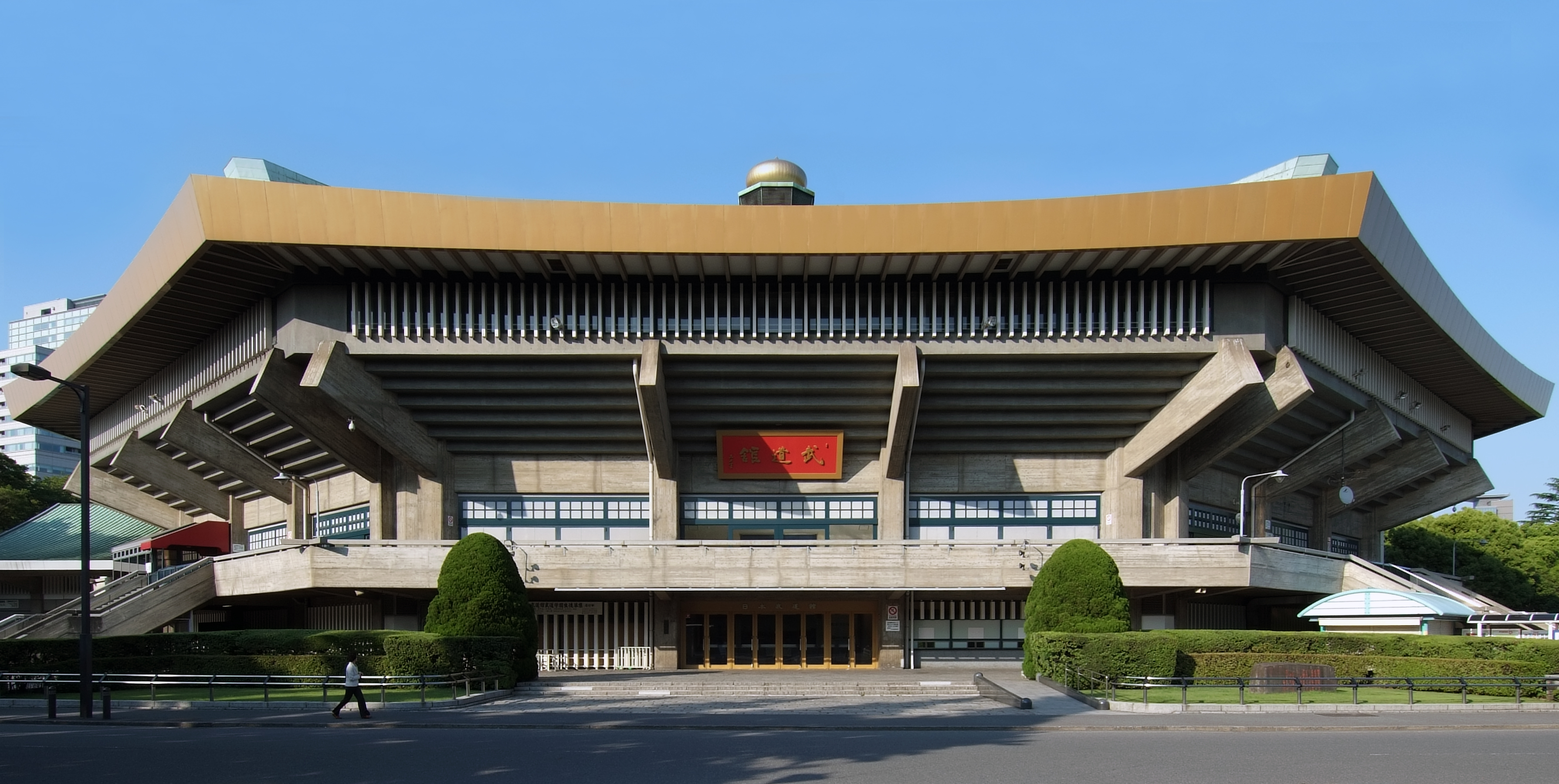
Nippon Budokan

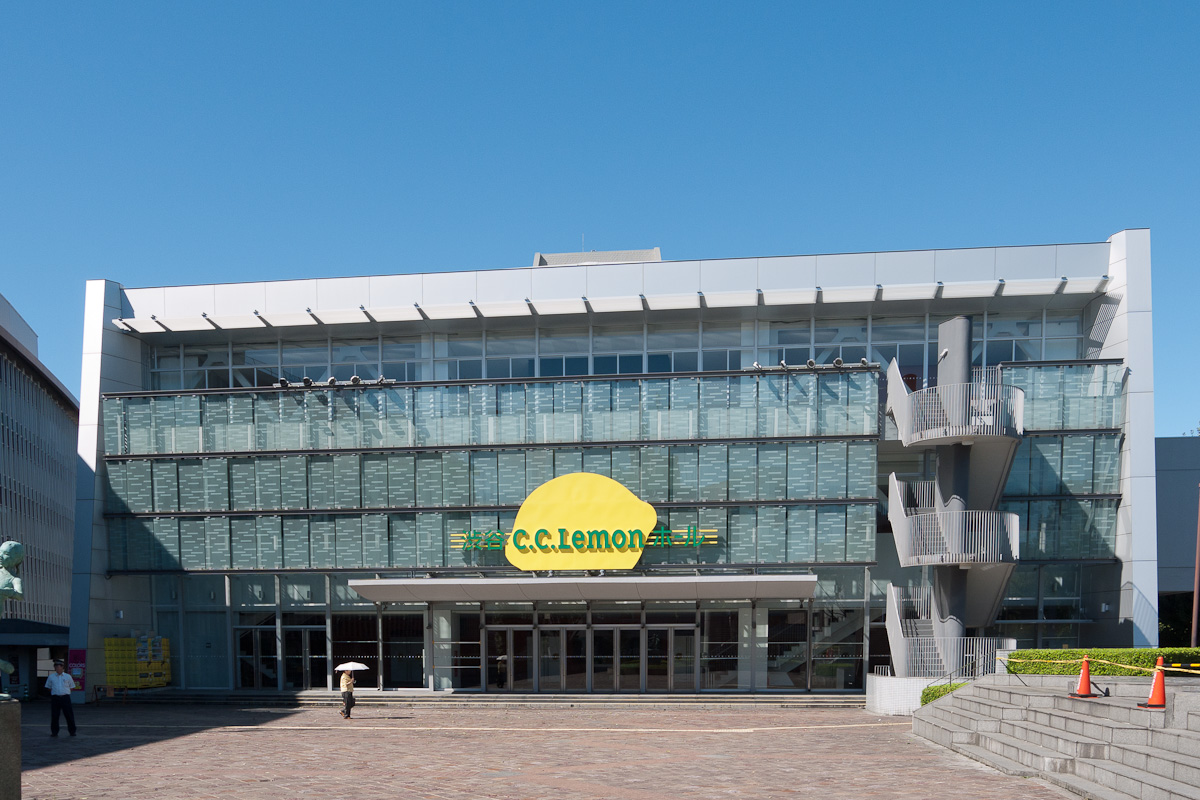
Shibuya Public Hall

- Asaka Nezu Park – Pentatló modern (hípica)
- Asaka Shooting Range – Pentatló modern (tir olímpic) i tir olímpic (pistola/rifle)
- Chofu – Atletisme (marató, 50 km walk)
- Enoshima – Vela
- Estadi atlètic Nishikyogoku – Futbol (preliminars)
- Estadi d'hoquei herba Komazawa – Hoquei herba
- Estadi Komazawa – Futbol (preliminars)
- Estadi Mitsuzawa – Futbol (preliminars)
- Estadi Nagai – Futbol (preliminars)
- Estadi Olímpic – Atletisme, hípica (salts per equips) i futbol (final)
- Estadi Ōmiya – Futbol (preliminars)
- Estadi de rugbi Chichibunomiya – Futbol (preliminars)
- Estadi de voleibol Komazawa – Voleibol (preliminars)
- Fuchu – Atletisme (marató, 50 km walk)
- Gimnàs cultural del Yokohama – Voleibol
- Gimnàs Komazawa – Lluita
- Gimnàs metropolità de Tòquio – Gimnàstica
- Hachioji – Ciclisme (carretera)
- Hachiōji (velòdrom) – Ciclisme (pista)
- Karasuyama-machi – Atletisme (marató, 50 km walk)
- Karuizawa – Hípica
- Korakuen Hall – Boxa
- Llac Sagami – Piragüisme
- Gimnàs Nacional Yoyogi – Bàsquet (final), natació, pentaló modern (natació) i salts
- Nippon Budokan – Judo
- Sasazuka-machi – Atletisme (marató, 50 km walk)
- Shibuya Public Hall – Halterofília
- Shinjuku – Atletisme (marató, 50 km walk)
- Toda Rowing Course – Rem
- Tokorozawa Shooting Range – Tir olímpic (fossa olímpica)
- Piscina metropolitana de Tòquio – Waterpolo
- Universitat de Tòquio – Pentatló modern (cross)
- Waseda Memorial Hall – Esgrima i pentatló modern (esgrima)

## Fets destacats

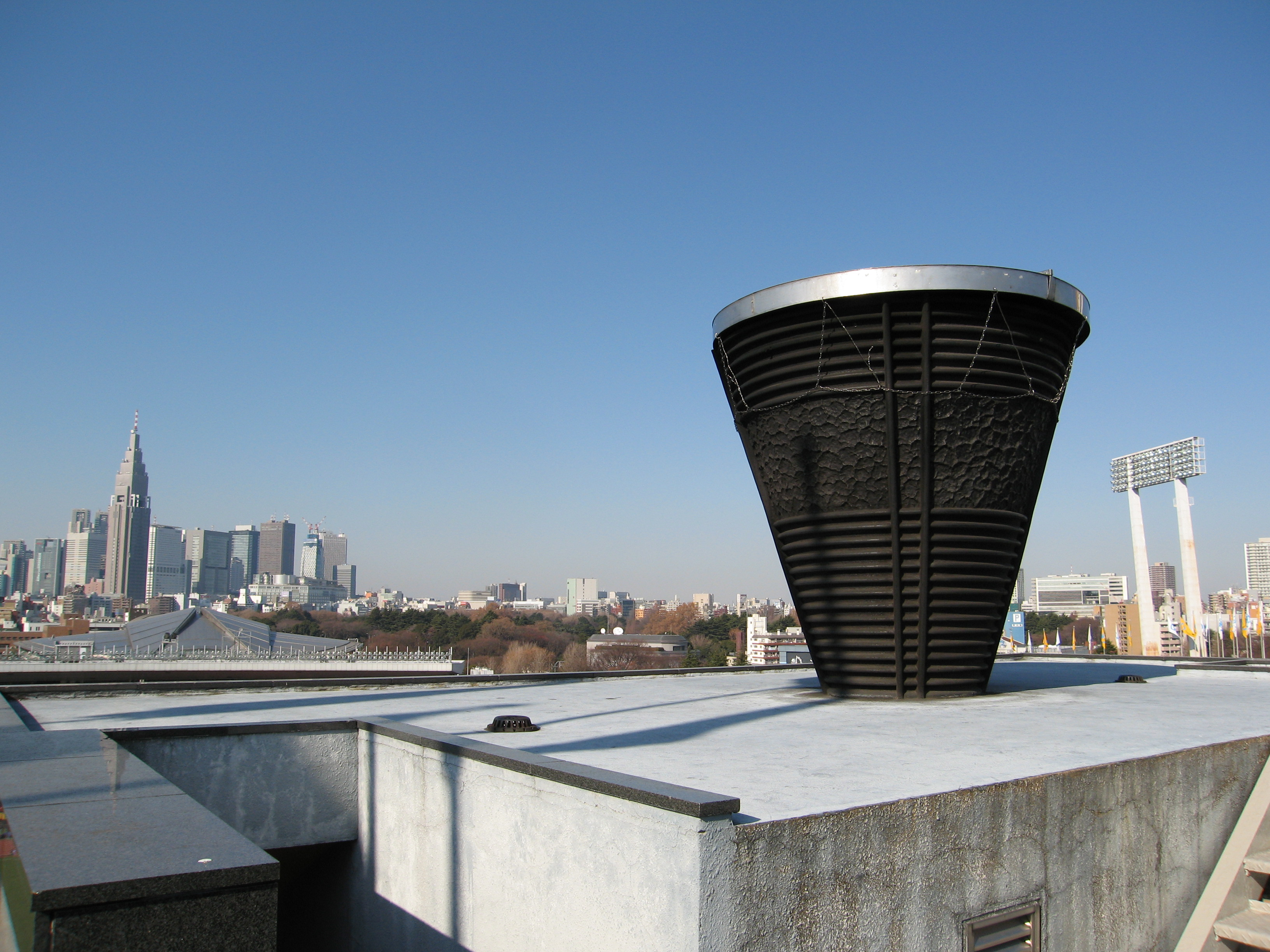
Imatge del Peveter olímpic.

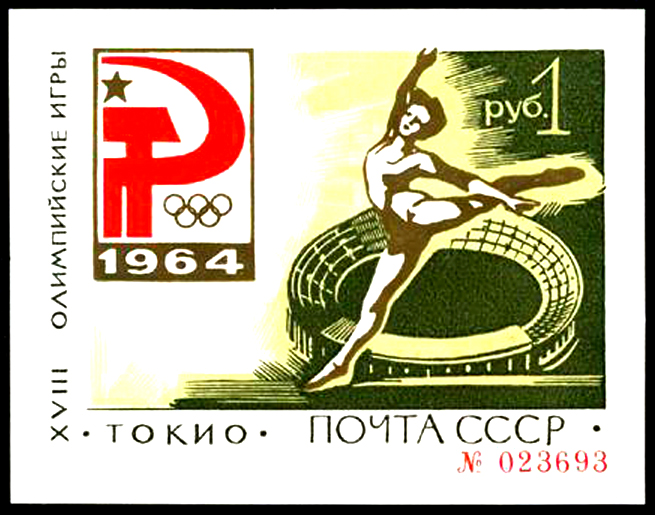
Segell commemoratiu soviètic sobre la celebració dels Jocs Olímipcs.

- El govern va aprovar un crèdit de 1.800 milions de dòlars per a l'acondicionament de la ciutat de Tòquio per al desenvolupament dels Jocs Olímpics. Aquesta ciutat es va transformar radicalment en aquella època: obrers organitzats en quatre torns ininterromputs van construir la majoria d'instal·lacions esportives i van modernitzar la ciutat. La inversió total dels jocs s'estima entorn dels 3.000 milions de dòlars.
- Aquests foren els primers Jocs Olímpics televisats en color i transmesos en directe per satèl·lit a Nord Amèrica i Europa. Els nous avanços tecnològics es deixaren veure en els jocs gràcies a la utilització de la càmara lenta i del registre dels temps exactes mitjançant la utilització d'ordinadors.
- Yoshinori Sakai fou el responsable d'encendre el peveter olímpic en la cerimònia d'obertura dels Jocs. Sakai va néixer el 6 d'agost de 1945 a la ciutat d'Hiroshima, el mateix dia en què fou llançada la bomba atòmica d'Hiroshima.
- El judo i el voleibol, esports molts populars al Japó, foren introduïts al programa olímpic de forma permanent. Així mateix s'introduí la prova femenina de pentatló en les proves atlètiques.
- La gimnasta soviètica Larissa Latínina aconseguí les seves últimes sis medalles olímpiques en la seva tercera participació en uns jocs, aconseguint ser l'esportista més premiada de la història amb un total de 18 medalles olímpiques.
- L'australiana Dawn Fraser aconseguí vèncer, per tercer cop consecutiu, la prova final dels 100 metres lliures en natació, un fet que també aconseguí el soviètic Vyacheslav Ivanov en la prova de scull individual de rem.
- L'etíop Abebe Bikila es convertí en el primer esportista a revalidar el títol de la marató.
- L'atleta nord-americà Billy Mills, especialista de distàncies curtes, va sorprendre a l'aconseguir la victòria en la prova de 10000 metres llisos. Fins al moment és l'única victòria d'un esportista nord-americà en aquesta prova.
- Bob Hayes aconseguí guanyar el títol dels 100 metres llisos amb un temps de 10.0 segons, igualant el rècord mundial. Durant la realització de les semifinals d'aquesta prova realitzà un temps de 9.9 segons, però no fou reconegut com a temps reals per culpa del vent.

## Medaller
Deu nacions amb més medalles en els Jocs Olímpics de 1964. País amfitrió ressaltat.
| Jocs Olímpics d'estiu de 1964 | Jocs Olímpics d'estiu de 1964 | Jocs Olímpics d'estiu de 1964 | Jocs Olímpics d'estiu de 1964 | Jocs Olímpics d'estiu de 1964 | Anells Olímpics |
| Posició                       | País                          | Or                            | Plata                         | Bronze                        | Total           |
| 1                             | Estats Units                  | 36                            | 26                            | 28                            | 90              |
| 2                             | Unió Soviètica                | 30                            | 31                            | 35                            | 96              |
| 3                             | Japó                          | 16                            | 5                             | 8                             | 29              |
| 4                             | Alemanya                      | 10                            | 22                            | 18                            | 50              |
| 5                             | Itàlia                        | 10                            | 10                            | 7                             | 27              |
| 6                             | Hongria                       | 10                            | 7                             | 5                             | 22              |
| 7                             | Polònia                       | 7                             | 6                             | 10                            | 23              |
| 8                             | Austràlia                     | 6                             | 2                             | 10                            | 18              |
| 9                             | Txecoslovàquia                | 5                             | 6                             | 3                             | 14              |
| 10                            | Regne Unit                    | 4                             | 12                            | 2                             | 18              |

### Medallistes més guardonats
Categoria masculina
| Nom                | CON            | Disciplina | Or | Plata | Bronze | Total |
| Don Schollander    | Estats Units   | Natació    | 4  | 0     | 0      | 4     |
| Yukio Endo         | Japó           | Gimnàstica | 3  | 1     | 0      | 4     |
| Shuji Tsurumi      | Japó           | Gimnàstica | 1  | 3     | 0      | 4     |
| Borís Xakhlín      | Unió Soviètica | Gimnàstica | 1  | 2     | 1      | 4     |
| Viktor Lisitsky    | Unió Soviètica | Gimnàstica | 0  | 4     | 0      | 4     |
| Hans-Joachim Klein | Alemanya       | Natació    | 0  | 3     | 1      | 4     |
| Steve Clark        | Estats Units   | Natació    | 3  | 0     | 0      | 3     |
| Franco Menichelli  | Itàlia         | Gimnàstica | 1  | 1     | 1      | 3     |
| Frank Wiegand      | Alemanya       | Natació    | 0  | 3     | 0      | 3     |

Categoria femenina
| Nom              | CON            | Disciplina | Or | Plata | Bronze | Total |
| Larissa Latínina | Unió Soviètica | Gimnàstica | 2  | 2     | 2      | 6     |
| Věra Čáslavská   | Txecoslovàquia | Gimnàstica | 3  | 1     | 0      | 4     |
| Sharon Stouder   | Estats Units   | Natació    | 3  | 1     | 0      | 4     |
| Polina Astàkhova | Unió Soviètica | Gimnàstica | 2  | 1     | 1      | 4     |
| Kathy Ellis      | Estats Units   | Natació    | 2  | 0     | 2      | 4     |
| Irena Szewińska  | Polònia        | Atletisme  | 1  | 2     | 0      | 3     |
| Edith McGuire    | Estats Units   | Atletisme  | 1  | 2     | 0      | 3     |
| Mary Bignal-Rand | Regne Unit     | Atletisme  | 1  | 1     | 1      | 3     |